# De Gaulle (film, 2020)
Pour les articles homonymes, voir Gaulle.
Ne doit pas être confondu avec De Gaulle (film, 2026).
Pour plus de détails, voir Fiche technique et Distribution.
De Gaulle est un film français réalisé par Gabriel Le Bomin, sorti en 2020.

## Synopsis

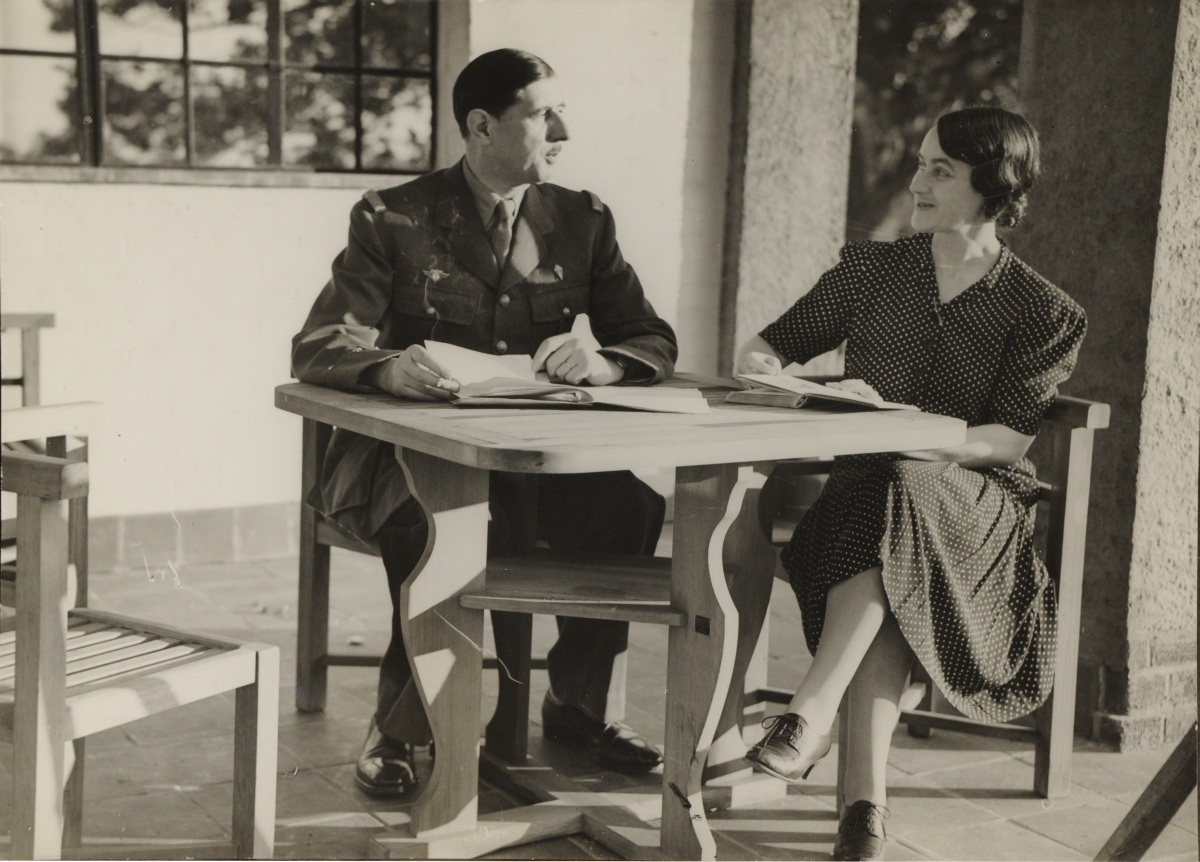
Yvonne de Gaulle et son époux à Londres durant la Seconde Guerre mondiale.

En mai 1940, Charles de Gaulle, fraîchement nommé général de brigade, est confronté à l’effondrement militaire et politique de la France. Il s'oppose alors au défaitisme du gouvernement en place, en partie incarné par Philippe Pétain. Après avoir fui à Bordeaux avec certains membres du gouvernement, Charles de Gaulle rejoint Londres pour demander l'aide de Winston Churchill et tenter de maintenir la lutte. De son côté, sa femme Yvonne doit quitter la propriété de Colombey les Deux Églises. Elle se retrouve avec ses trois enfants en plein exil et doit échapper à l’arrivée des Allemands. Elle part d'abord pour le Loiret, puis à Carantec en Bretagne, avant de fuir le pays en bateau. La vie est dure notamment pour la benjamine de la famille, Anne, atteinte de trisomie 21. Depuis Londres, le général va tout tenter pour remotiver les troupes. Le 18 juin 1940, il lance un appel radio sur les ondes de la BBC,. Le lendemain, il retrouve sa famille.

## Fiche technique
Sauf indication contraire, les informations mentionnées dans cette section peuvent être confirmées par les bases de données cinématographiques IMDb et Allociné,  présentes dans la section « Liens externes ».
- Titre original : De Gaulle
- Titre de travail : Libres[2]
- Réalisation : Gabriel Le Bomin
- Scénario : Valérie Ranson Enguiale et Gabriel Le Bomin
- Musique : Romain Trouillet , orchestrée par Nelson Malleus
- Direction de la photographie : Jean-Marie Dreujou
- Montage : Bertrand Collard, Valentin Durning
- Décors : Nicolas de Boiscuillé, Dévi Tirouvaziam
- Costumes : Anaïs Romand, Sergio Ballo
- Son :
  - Ingénieur du son : Ivan Dumas
  - Montage son : Lionel Montabord
  - Mixage : Doninique Gaborieau
- Production : Farid Lahouassa et Aïssa Djabri
  - Production déléguée : Denis Penot
  - Coproduction : Gio Iera
- Sociétés de production : Vertigo Productions, avec la participation de Les Films de la Baleine, SND, France 2 cinéma, France 3 cinéma et Les Productions du Renard
- Société de distribution : SND (France et monde entier)
- Budget : 11,65 millions d'euros[réf. nécessaire]
- Pays de production :  France
- Langues originales : français, anglais
- Format : couleur
- Durée : 109 minutes
- Genre : drame biographique, historique et guerre
- Date de sortie :
  - France : 4 mars 2020

## Distribution
Sauf indication contraire, les informations mentionnées dans cette section peuvent être confirmées par les bases de données cinématographiques IMDb et Allociné,  présentes dans la section « Liens externes ».
- Lambert Wilson : Charles de Gaulle
- Isabelle Carré : Yvonne de Gaulle
- Olivier Gourmet : Paul Reynaud
- Pierre Hancisse : Geoffroy Chodron de Courcel
- Catherine Mouchet : Marguerite Potel[3]
- Sophie Quinton : Suzanne Rerolle
- Gilles Cohen : Georges Mandel
- Alain Lenglet : le général Maxime Weygand
- Laurent Stocker : Jean Laurent
- Philippine Leroy-Beaulieu : Hélène de Portes
- Tim Hudson : Winston Churchill
- Nicolas Vaude : Paul Baudouin
- Philippe Laudenbach : Philippe Pétain
- Clémence Hittin : Anne de Gaulle
- Lucie Rouxel : Élisabeth de Gaulle
- Félix Back : Philippe de Gaulle
- Évelyne Buyle : tante Richard
- Marilou Aussilloux : Élisabeth de Miribel
- Victor Belmondo : Claude Hettier de Boislambert
- Stanislas Hittin : Jacques-Henri Rerolle
- Amicie Hittin : Marguerite Rerolle
- Bernard Lanneau : Docteur Turpin
- Nicolas Robin : le capitaine Alex Surchamp
- Andrew Bicknell : le général Edward Spears
- Claudine Acs : Jeanne de Gaulle, mère du Général
- Philippe Dusseau : Jacques Corbin
- Jacques Roehrich : Jean Monnet
- Kester Lovelace : le barman
- Conor Lovett : le vicomte Halifax
- Jean-Noël Martin : un Français à Londres
- Eric Franquelin : un Français à Londres
- Derek Simon Robin : le ministre

## Production
Le projet est initialement développé sous le titre Libres. Le tournage a lieu dans le château Maillard de Beautheil-Saints et à Chevru (Seine-et-Marne) ainsi qu'à Brest (Finistère), à Dunkerque (Nord), Paris : Hôtel de la Païva, Palais de la Légion d'honneur, Dunkerque, dans le Finistère, à Paris, Sissonne, Londres, Auderville et aux studios de Bry-sur-Marne (appartement londonien de De Gaulle, discours du 18 juin à la BBC).
Les chars présents dans le film sont issus du Musée des Blindés de Saumur.

## Accueil

### Accueil critique
En France, le site Allociné li attribue une note moyenne de 3⁄5, à partir de l'interprétation de 27 critiques de presse recensées.
Du côté des avis positifs, Christian Berger des Fiches du cinéma écrit notamment « aux antipodes du biopic attendu et formaté [...] un beau film, intelligent, historiquement rigoureux, à la réalisation subtile et sensible, et remarquablement interprété ». Dans La Croix, Jean-Claude Raspiengeas écrit quant à lui « L’intelligence de ce film repose sur l’équilibre entre la pertinence et l’acuité de ce stratège, la force de sa volonté, et la fragilité de cet homme inflexible ». Dans Le Figaro, on peut lire « il faut en passer par quelques conventions, mais c’est du bon romanesque historique, à la fois solidement documenté et vivant, humain, mouvementé ». Jean-Luc Wachthausen du Point écrit notamment « le réalisateur trouve la bonne distance pour nous faire découvrir un couple fusionnel, qui trouve dans les épreuves, privées et publiques, la force, la foi et la volonté de faire front ». On peut lire dans La Voix du Nord : « Le récit navigue ainsi entre les missions du colonel fraîchement promu général, entre Paris, Bordeaux et Londres (Lambert Wilson, parfaitement métamorphosé), et l’exode d’Yvonne dans le Loiret puis la Bretagne (Isabelle Carré, toujours très juste), avec ses enfants, Élisabeth, Philippe… et surtout la fragile Anne, handicapée. Celle que Charles va bercer sur ses genoux lors de flash-back intimes dévoilant une zone totalement méconnue de celui qui deviendra le chef de la France libre. C’est d’ailleurs le grand atout de cette reconstitution par ailleurs très sage à laquelle il manque sans doute un souffle épique plus affirmé ».
Certains journalistes émettent des critiques moins positives. Christophe Narbonne de Première écrit notamment « la droiture du personnage, sa pudeur, son lyrisme un peu obsolète en font finalement quelqu’un d’assez peu romanesque, inadapté à la fiction ». Dans Télérama, Louis Guichard écrit « la silhouette si caractéristique du Général est susceptible de caricatures, même involontaires. De Gaulle, de Gabriel Le Bomin, film grandiloquent centré sur l’année 1940, illustre parfaitement l’écueil ». Sophie Avon de Sud Ouest remarque que « le film a malgré tout bien du mal à tisser autre chose qu’une intrigue très attendue et dépourvue d’ampleur », alors que Ouest-France  souligne des « approximations dans sa mise en scène » et une « interprétation scolaire et souvent surjouée de Lambert Wilson ».

### Box-office
| Pays ou région | Box-office      | Date d'arrêt du box-office | Nombre de semaines |
| -------------- | --------------- | -------------------------- | ------------------ |
| France         | 859 981 entrées | 29 septembre 2020          | 17                 |
| Total mondial  | 7 136 857 $     | -                          | -                  |

## Distinctions
Sauf indication contraire, les informations mentionnées dans cette section peuvent être confirmées par les bases de données cinématographiques  présentes dans la section « Liens externes ».

### Récompense
- Festival du film de Cabourg 2020 : Swann d'or du meilleur acteur pour Lambert Wilson[14]

### Nominations
- César 2021 :
  - Meilleur acteur pour Lambert Wilson
  - Meilleurs costumes pour Anaïs Romand et Sergio Ballo
  - Meilleurs décors pour Nicolas De Boiscuillé [15]

## Anachronismes
- Au début du film, Charles de Gaulle offre à sa fille Élisabeth un exemplaire du recueil de poèmes Le Guetteur mélancolique. Or, si le texte dont il fait la lecture existe déjà, cette œuvre de Guillaume Apollinaire n'a été éditée à titre posthume par Gallimard dans la collection NRF qu'en 1952[16].
- Lorsque Charles de Gaulle va partir pour la première fois à Londres il traverse un hangar où sont remisés des avions ; un de ces avions porte sur son aile les trois bandes blanches caractéristiques des appareils ayant participé au débarquement qui a eu lieu 4 ans plus tard. Cet avion ne peut donc pas se trouver dans ce hangar en juin 1940.